# Saleh Al-Shehri
Saleh Khaled Al-Shehri (arab. صالح خ الشهريالد, ur. 1 listopada 1993 w Dżuddzie) – saudyjski piłkarz grający na pozycji napastnika w klubie Al-Hilal oraz reprezentacji Arabii Saudyjskiej.

## Kariera
Al-Shehri rozpoczynał swoją karierę w Al-Hilal. Z klubu był jednak wypożyczany. W 2015 przeniósł się do Al Raed. Tam został wypożyczony do swojego byłego klubu. W 2020 powrócił do Al-Hilal.
W reprezentacji Arabii Saudyjskiej zadebiutował 14 listopada 2020 w meczu z Jamajką. W tym samym spotkaniu zdobył swoją pierwszą bramkę dla kadry narodowej.